# Nigersko-kongoanski jezici
Nigersko-kongoanski jezici sačinjavaju jednu od velikih svjetskih jezičnih porodica, i najveću u Africi po zemljopisnoj rasprostranjenosti, broju govornika i broju različitih jezika. Ukupno joj pripada (1532) jezika
Moguće je da je to najveća jezična porodica na svijetu po broju jezika, iako pitanje se komplicira zbog kriterija što su različiti jezici. Skoro svi rasprostranjeni jezici Subsaharske Afrike pripadaju u ovu skupinu.
Zajedničko svojstvo mnogih jezika u ovoj porodici je korištenje sustava imenskih klasa.
Unutrašnja klasifikacija nigersko-kongoanskih jezika nije do kraja razriješena. Njezina osnovna klasifikacija je na tri glavne grane: 
a: atlantsko-kongoanski (1436; po ranijoj klasifikaciji 1418); b: Kordofanski (24); c: Mande (71) ; d. neklasificirani (1).

## Klasifikacija
Nigersko-kongoanski jezici (1514) jezika; po novijim iznjenama 1532.

## AAtlantsko-kongoanski
(1436):

### a1.Atlantski jezici
(64): 
a. Bijago jezici (1) Gvineja Bisau: bidyogo.
b. Sjeverni  (45) Gvineja Bisau, Senegal, Gvineja: 
b1. Bak jezici (15): 
a. Balant-Ganja (2): balanta-ganja, balanta-kentohe,
b. Jola (10):
b1. Bayot (1): bayot,
b2. Jola vlastiti (9):
a. Jola Centralni (6):
a1. Gusilay (2): bandial, gusilay,
a2. Her-Ejamat (2): ejamat (jola-felupe), kerak,
a3. Jola-Fonyi (1): jola-fonyi,
a4. Jola-Kasa (1): jola-kasa,
b. Karon-Mlomp (2): karon, mlomp,
c. Kwatay (1): kuwaataay,
c. Manjaku-Papel (3): mandjak, mankanya, papel.
b2. Cangin (5): lehar, ndut, noon, palor, saafi-saafi;
b3. Istočni Senegal-Guinea (10): 
a. Banyun (3): bainouk-gunyaamolo, bainouk-gunyuño, bainouk-samik,
b. Nun (2): kasanga, kobiana,
c. Tenda (5): badyara, bassari, biafada, budik, wamey;
b4. Mbulungish-Nalu (3): baga mboteni, mbulungish, nalu;
b5. Senegambian (12): 
a. Fulani-Wolof (9):
a1. Fula (9): 
a. Istočni Centralni (3): centralni-istočni nigerski fulfulde, nigerijski fulfulde, zapadnonigerski fulfulde,
b. Istočni (2): adamawa fulfulde, bagirmi fulfulde
c. Zapadni Centralni (3): borgu fulfulde, maasina fulfulde, pular,
d. Zapadni (1): pulaar,
b. Fula-Wolof (2): gambijski wolof i wolof.
c. Serer (1): serer-sine,
c. Južni (18) Gvineja, Sijera Leone: 
c1. Limba (2): istočni limba, zapadni-centralni limba
c2. Mel (15): 
a. Bullom-Kissi (6):
a1. Bullom (4):
a. Sjeverni (2): bom, bullom so,
b. Južni (2): krim, sherbro,
a2. Kissi (2): južni kisi, sjeverni kissi,
b. Gola (1): gola,
c. Temne (8):
c1. Baga (7): baga binari, baga kaloum, baga koga, baga manduri, baga sitemu, baga sobané, landoma,
c2. Temne-Banta (1): themne;
c3. Sua (1): mansoanka.

### a2.Ijoid jezici
(10)
a. Defaka jezici (1) Nigerija: defaka.
b. Ijo (9) Nigerija: 
b1. istok (1): jugoistočni ijo,
b2. Istočni Nkoroo (1): nkoroo,
b3. Istočni (3):ibani, kalabari, kirike,
b4. Ijo u unutrašnjosti (1): biseni,
b5. Zapad (2): okodia, oruma.
b6. Zapadni Ijo (1): izon,

### a3.Voltaško-kongoanski jezici
(1344)

#### Benue-Congo
(961)

##### Akpes jezici
(1) Nigerija: akpes

##### Bantoid jezici
(681):
a. Sjeverni (18) Nigerija, Kamerun: 
a1. Dakoid (5): dirim, dong, gaa, lamja-dengsa-tola, samba daka;
a2. Fam (1): fam;
a3. Mambiloid (13): 
a. Mambila-Konja (9):
a1. Konja (2): kwanja, twendi,
a2. Magu-Kamkam-Kila (4): mbongno, mvanip, ndunda, somyev,
a3. Mambila (2): kamerunski mambila, nigerijski mambila
a4. Njerup (1): njerep,
b. Ndoro (1): ndoola,
c. Suga-Vute (3):
c1. Suga (1): suga,
c2. Vute (2): vute, wawa.
b: Južni (659):
b1. Beboid jezici (14) Kamerun, Nigerija: 
a. Istočni (7): bebe, cung, kemezung, naki, ncane, noone, nsari.
b. Zapadni (5): abar, fang, koshin, mbu', mundabli,
bukwen, mashi,
b2. Ekoid jezici (8) Nigerija: abanyom, efutop, ejagham, ekajuk, nde-nsele-nta, ndoe, nkem-nkum, nnam.
b3. Jarawan jezici (15): 
a. kamerunski (3): mbonga, nagumi, ngong,
b. nigerijski (12): bada, bile, duguri, dulbu, gwa, jarawa, kulung, labir, lame, mama, mbula-bwazza, shiki.
b4. Mamfe jezici (3) Kamerun: denya, kendem, kenyang.
b5. Mbam jezici (13) Kamerun: 
a. Sanaga (A.60) (2): leti, tuki,
b. West (A.40) (4): bati, nomaande, tuotomb, yambeta,
c. West (A.60) (1): tunen,
d. Yambasa (A.60) (6): elip, mbule, mmaala, nubaca, nugunu,  yangben.
b6. Mbe jezici (1) Nigerija: mbe
b7. Narrow Bantu (513):
a. Centralni (337) Demokratska Republika Kongo, Tanzanija, Republika Kongo, Angola, Kenija, Mozambik, Komori, Burundi, Ruanda, Bocvana, Lesoto, Uganda, Zambija, Namibija, Malavi, Zimbabve, Južnoafrička Republika, Esvatini, Sudan: 
a1. D (32):
a. Bembe (D.50) (2): bembe, buyu;
b. Bira-Huku (D.30) (14): amba, bera, bhele, bila, bodo, budu, homa, kaiku, kango,  komo, mbo, ndaka, nyali, vanuma;
c. Enya (D.10) (4): enya, lengola, mbole, mituku;
d. Lega-Kalanga (D.20) (11): bali, beeke, hamba, holoholo, kanu, kwami, lega-mwenga, lega-shabunda, lika, songoora, zimba;
e. Nyanga (D.40) (1): nyanga;
a2. E (34):
a. Chaga (E.30) (7): gweno, kahe, machame, mochi, rombo, rwa, vunjo;
b. Kikuyu-Kamba (E.20) (8): dhaiso, embu, gikuyu, kamba,
b1. Meru (4): gichuka (chuka), Kimîîru (meru), mwimbi-muthambi, kitharaka (tharaka);
c. Kuria (E.10) (11): gusii, ikizu, ikoma, kabwa, kuria, ngurimi, sizaki, suba, temi, ware, zanaki;
d. Nyika (E.40) (10): 
d1. Malakote (1): malakote,
d2. Mijikenda (5): chonyi (chichonyi-chidzihana-chikauma), chidigo (digo), chiduruma (duruma), kigiryama (giryama), segeju,
d3. Pokomo (1): kipfokomo (pokomo; prije 2 jezika, gornji i donji).
d4. Taita (2): dawida (taita); sagalla,
a3. F (16):
a. Nyilamba-Langi (F.30) (4): langi, mbugwe, nilamba, nyaturu;
b. Sukuma-Nyamwezi (F.20) (6): bungu, kimbu, konongo, nyamwezi, sukuma, sumbwa;
c. Tongwe (F.10):(6): bende, fipa, mambwe-lungu, pimbwe, rungwa, tongwe;
a4. G (36):
a. Bena-Kinga (G.60) (9): bena, hehe, kinga, kisi, magoma, manda, pangwa, sangu, wanji;
b. Gogo (G.10) (2): gogo, kagulu;
c. Pogoro (G.50) (2): ndamba, pogolo;
d. Shambala (G.20) (4): asu, bondei, shambala, taveta;
e. Swahili (G.40) (8): komorski (4 jezika: mwali, ndzwani, ngazidja i komorski, makwe, mwani, swahili (2 jezika: kongoanski swahili i swahili);
f. Zigula-Zaramo (G.30) (11): doe, kami, kutu, kwere, luguru, mushungulu, ngulu, sagala, vidunda, zaramo, zigula;
a5. H (22):
a. Hungana (H.40) (1): hungana;
b. Kongo (H.10) (10): beembe, doondo, kaamba, kongo (2 jezika: kongo, san salvador), kunyi, laari, suundi, vili, yombe;
c. Mbundu (H.20) (4): bolo, mbundu, nsongo, sama;
d. Yaka (H.30) (7): lonzo, mbangala, ngongo, pelende, sonde, suku, yaka;
a6. J (53):
a. Haya-Jita (J.20) (9): haya, jita,  kara, kerewe, kwaya, nyambo, subi, talinga-bwisi, zinza;
b. Konzo (J.40) (2): konjo, nande;
c. Masaba-Luyia (J.30) (16; prije 8): lukabaras, lutachoni, masaaba, nyole, olukhayo, olumarachi, olumarama, olushisa, olutsotso, oluwanga, saamia; makrojezik luyia: individualni: bukusu [bxk], east nyala [nle], idakho-isukha-tiriki [ida], kabras [lkb], khayo [lko], kisa [lks], logooli [rag], marachi [lri], marama [lrm], nyore [nyd], saamia [lsm], tachoni [lts], tsotso [lto], wanga [lwg]
c1. Luyia (5; prije 6): bukusu (lubukusu), logooli, luidakho-luisukha-lutirichi (idakho-isukha-tiriki), nyala, olunyole (nyore),
d. Nyoro-Ganda (J.10) (12): chiga, ganda, gungu, gwere, hema, kenyi, nyankore, nyoro, ruli, singa, soga, tooro;
e. Rwanda-Rundi (J.60) (6): ha, hangaza, rundi, rwanda, shubi, vinza;
f. Shi-Havu (J.50) (8): fuliiru, havu, hunde, joba, kabwari, nyindu, shi, tembo;
a7. K (27):
a. Chokwe-Luchazi (K.20) (9): chokwe, luchazi, luimbi, luvale, mbunda, mbwela, nkangala, nyemba, nyengo;
b. Diriku (K.70) (1): diriku;
c. Holu (K.10) (4): holu, kwese, phende, samba;
d. Kwangwa (K.40) (6): kwangali, luyana, mashi, mbowe, mbukushu, simaa;
e. Mbala (K.60) (1): mbala;
f. Salampasu-Ndembo (K.30) (3): lunda, ruund, salampasu;
g. Subia (K.50) (3): fwe, subiya, totela;
a8. L (14).
a. Bwile (L.10) (1): bwile;
b. Kaonde (L.40) (1): kaonde;
c. Luba (L.30) (6): hemba, kanyok, luba-kasai, luba-katanga, lwalu, sanga;
d. Nkoya (L.50) (1): nkoya;
e. Songye (L.20) (5): bangubangu, binji, kete, luna, songe;
a9. M (23):
a. Bemba (M.40) (3): aushi, bemba, taabwa;
b. Bisa-Lamba (M.50) (3): lala-bisa, lamba, seba;
c. Lenje-Tonga (M.60) (6): dombe, ila, lenje, sala, soli, tonga;
d. Nyakyusa (M.30) (1): nyakyusa-ngonde;
e. Nyika-Safwa (M.20) (10; prije 6): lambya, malila, ndali, nyamwanga, malavijski nyiha, nyika, safwa, tanzanijski nyiha, tanzanijski nyika, wanda;
a10. N (13):
a. Manda (N.10) (3): matengo, ngoni, tonga;
b. Manda (N.12) (1): mpoto;
c. Nyanja (N.30) (1): nyanja;
d. Senga-Sena (N.40) (7):  
d1. Sena (6): barwe, kunda, nyungwe, phimbi, sena (2 jezika: malavijski sena i sena);
d2. Senga (1): nsenga,
e. Tumbuka (N.20) (1): tumbuka;
a11. P (29):
a. Makua (P.30) (16): chuwabu, kokola, koti, lolo, lomwe, maindo, makhuwa, makhuwa-marrevone, makhuwa-meetto, makhuwa-moniga, makhuwa-saka, makhuwa-shirima, manyawa, marenje, nathembo, takwane;
b. Matumbi (P.10) (7): matumbi, mbunga, ndendeule, ndengereko, ngindo, nindi, rufiji;
c. Yao (P.20) (6): machinga, makonde, mwera ili chimwera, mwera ili nyasa, ndonde hamba, yao;
a12. R (12):
a. Herero (R.30) (2): herero, zemba;
b. Ndonga (R.20) (5): kwambi, kwanyama, mbalanhu, ndonga, ngandyera;
c. Južni Mbundu (R.10) (4): ndombe, nkhumbi, nyaneka, umbundu;
d. Yeye (R.40) (1): yeyi;
a13. S (26):
a. Chopi (S.60) (2): chopi, tonga;
b. Nguni (S.40) (4): ndebele, swati, xhosa, zulu;
c. Shona (S.10) (8): dema, kalanga, manyika, nambya, ndau, shona, tawara, tewe;
d. Sotho-Tswana (S.30) (8): birwa, kgalagadi, lozi, ndebele, sotho (2 jezika: sjeverni i južni), tswana, tswapong;
e. Tswa-Ronga (S.50) (3): ronga, tsonga, tswa;
f. Venda (S.20) (1): venda;
a14. Neklasificirani (9): boguru, gbati-ri, isanzu, kari, mayeka, ngbee, ngbinda, nyanga-li, songo;
b. Sjeverozapadni  (174) Kamerun, Republika Kongo, Ekvatorijalna Gvineja, Gabon, Srednjoafrička Republika, Demokratska Republika Kongo:  Neklasificirani: molengue.
b1. A (53):
a. Bafia (A.50) (5): bafia, dimbong, hijuk, lefa, tibea;
b. Basaa (A.40) (4): bakoko, bankon, barombi, basaa;
c. Bube-Benga (A.30) (5):  batanga, benga, bube, 
c1. Yasa (2): ngumbi, yasa;
d. Duala (A.20) (7): bakole, bubia, duala, isu, malimba, mokpwe, wumboko;
e. Kako (A.90) (3): kako, kwakum, pol;
f. Lundu-Balong (A.10) (8): bonkeng, nkongho,  
f1. Ngoe (5): akoose, bafaw-balong, bakaka, bassossi, mbo,
f2. Oroko (1): oroko;
g. Makaa-Njem (A.80) (13): bekwil, bomwali, byep,gyele, kol, koonzime, makaa, mpiemo, mpongmpong, ngumba, njyem, so, ukhwejo;
h. Yaunde-Fang (A.70) (8): bebele, bebil, beti, bulu, eton, ewondo, fang, mengisa;
b2. B (52):
a. Kele (B.20) (10): kélé, kota, mahongwe, mbangwe, ndasa, ngom, sake, seki, sighu, wumbvu;
b. Mbere (B.60) (6): kaningi, mbere, ndumu, ngul, ombamba, yangho;
c. Myene (B.10) (1): myene;
d. Njebi (B.50) (4): duma, njebi, tsaangi, wandji;
e. Sira (B.40) (7): barama, bwisi, lumbu, punu, sangu, sira, vumbu;
f. Teke (B.70) (12): ibali (kiteke), ngungwel, tchitchege, teke-eboo, teke-fuumu, teke-kukuya, teke-laali, teke-nzikou, teke-tege, teke-tsaayi, teke-tyee, yaka;
g. Tsogo (B.30) (5): bubi, kande, pinji, simba, tsogo;
h. Yanzi (B.80) (6): boma, ding, mfinu, mpuono, tiene, yansi;
b3. C (69):
a. Bangi-Ntomba (C.40) (27):  bamwe, bangi, boko, bolia, bolondo, bomboli, bomboma, bozaba, dzando, lobala, mabaale, moi, ntomba, sakata, sengele, yamongeri; 
a1. Lusengo (7): babango, bangala, boloki, budza, lingala, lusengo, ndolo,
a2. Ngiri (4): baloi, libinza, likila, ndobo,
b. Bushong (C.90) (5): bushoong, dengese, lele, songomeno, wongo;
c. Kele (C.60) (6): foma, kele, lombo, poke, so, mbesa;
d. Mbosi (C.30) (6): akwa, koyo, likwala, likuba, mboko, mbosi;
e. Mongo (C.70) (4): lalia, mongo-nkundu, ngando, ombo;
f. Ngando (C.10) (2): ngando, yaka;
g. Ngombe (C.50) (8): bwa, bwela, kango, ligenza, ngelima, ngombe, pagibete, tembo;
h. Ngundi (C.20) (6): bomitaba, bongili, dibole, mbati, ngundi, pande;
i. Tetela (C.80) (5): kela, kusu, nkutu, tetela, yela;
c. Neklasificirani (2) Demokratska Republika Kongo: bemba, songa.
b8. Ndemli (1) Kamerun: ndemli.
b9. Tikar (1) Kamerun: tikar.
b10. Tivoid (17) Kamerun, Nigerija: abon, ambo, balo, batu, bitare, caka, eman, esimbi, evant, iceve-maci, ipulo, iyive, manta, mesaka, osatu, otank, tiv.
b11. Wide Grassfields (67) kamerun, Nigerija: 
a. Menchum (1) befang;
b. Narrow Grassfields (63): 
Fum.
b1. Mbam-Nkam (35) Kamerun: 
a. Bamileke (11): fe'fe', ghomálá', kwa', medumba, mengaka, nda'nda', ngiemboon, ngomba, ngombale, ngwe, yemba;
b. Ngemba (9): awing, bafut, bambili-bambui, bamukumbit, beba, kpati, mendankwe-nkwen, ngemba, pinyin;
c. Nkambe (7): dzodinka, kwaja, limbum, mbe', mfumte, ndaktup, yamba;
d. Nun (8): baba, bafanji, bamali, bambalang, bamenyam, bamun, bangolan, mungaka.
b2. Momo (8): menka, meta', mundani, ngamambo, ngie, ngoshie, ngwo, njen.
b3. Ring (17): 
a. Centar (7): babanki, bum, kom, kuk, kung, mmen, oku,
b. Istok (1): lamnso',
c. Jug (4): bamunka, kenswei nsei, vengo, wushi
5. Zapad (5): aghem, isu, laimbue, weh, zhoa.
b4. Neklasificirani (2): nde-gbite, viti.
c. Zapadni Momo (3) Kamerun: ambele, atong, busam.
b12. Neklasificirani (6) demokratska Republika Kongo, Kamerun: bikya, bishuo, borna, busuu, buya, moingi.
c. Neklasificirani (4) Nigerija: áncá, buru, kwak, nshi.

##### Cross River jezici
(67) Nigerija:
a. Bendi jezici (9): alege, bekwarra, bete-bendi, bokyi, bumaji, obanliku, putukwam, ubang, ukpe-bayobiri.
b. Delta Cross jezici (58) Nigerija:
b1. Centralna Delta (8): Abua-Odual (2): abua, odual; Kugbo (1): kugbo; abureni; obulom; ogbia; ogbogolo; ogbronuagum.
b2. Lower Cross (23) Nigerija: Ebughu (1): ebughu; Efai (1): efai; Efik (4): anaang, efik, ibibio, ukwa; Ekit (2): ekit, etebi; Enwang-Uda (2): enwan, uda; Ibino (1): ibino; Ibuoro (4): ibuoro, ito, itu mbon uzo, nkari; Ilue (1): ilue; Okobo (1): okobo; Usaghade (1): usaghade; eki; idere; obolo; Iko (1): iko; Oro (1): oro.
a. Obolo (23):
b3. Ogoni (5) Nigerija:  
a. Istok (3): gokana, khana, tee.
b. Zapad (2): baan, eleme,
b4. Upper Cross (22) Nigerija:  
a. Agoi-Doko-Iyoniyong (3): agoi, bakpinka, doko-uyanga,
b. Akpet (1): ukpet-ehom,
c. Central (15):
c1. Istok-zapad (8):
a. Ikom (1) :olulumo-ikom,
b. Loko (3): lokaa, lubila, nkukoli,
c. Mbembe-Legbo (4):
c1. Legbo (3): legbo, lenyima, leyigha,
c2. Mbembe (1): cross river mbembe
c2. Sjever-Jug (7): 
a. Koring-Kukele (3): 
a1. Koring (1): oring,
a2. Kukele (2): kukele, uzekwe.
b. Ubaghara-Kohumono (4): 
b1. Kohumono (3): agwagwune, kohumono, umon,
b2. Ubaghara (1): ubaghara,
d. Kiong-Korop (3): kiong, korop, odut,

##### Defoid jezici
(16) Nigerija, Benin, Togo, Kuba: 
a. Akokoid (1): arigidi;
b. Ayere-Ahan (1): ayere;
c. Yoruboid (14): 
c1. Edekiri (13): ede cabe, ede ica, ede idaca, ede ije, ede nago (3 jezika: kura, manigri-kambolé, ede nago), ifè, isekiri, lucumi, mokole, ulukwumi, yoruba.
c2. Igala (1): igala,

##### Edoid jezici
(33) Nigerija: 
a. Delta (3): degema, engenni, epie;
b. Sjever-Centar (15): 
ihievbe, uokha.
b1. Edo-Esan-Ora (4): edo, emai-iuleha-ora, esan, ibilo,
b2. Ghotuo-Uneme-Yekhee (9): enwan, ghotuo, igwe, ikpeshi, ivbie north-okpela-arhe, ososo, sasaru, uneme, yekhee;
c. Sjeverozapadni (10): aduge, 
c1. Osse (4): ehueun, iyayu, uhami, ukue;
c2. Southern (5): akuku,  idesa, okpamheri, okpe, oloma,
d. Jugozapadni (5): eruwa, isoko, okpe, urhobo, uvbie.

##### Idomoid jezici
(9) Nigerija: Akweya (7): 
a. Akweya (7):
a1. Eloyi (1): eloyi,
a2. Etulo-Idoma (6):
a. Etulo (1): etulo,
b. Idoma (5): agatu, alago, idoma, igede, yala;
b. Yatye-Akpa (2): akpa, yace.

##### Igboid jezici
(7) Nigerija: 
a. Ekpeye (1): ekpeye;
b. Igbo (6): igbo, ika, ikwere, izi-ezaa-ikwo-mgbo, ogbah, ukwuani-aboh-ndoni.

##### Jukunoid jezici
(20) Nigerija, Kamerun: 
a. Centralni (14): 
a1. Jukun-Mbembe-Wurbo (12): 
a. Jukun (4): hõne, jibu, jukun takum, wãpha;
b. Kororofa (3): jiba, wannu, wapan,
c. Mbembe (1): tigon mbembe,
d. Wurbo (3): como karim, jiru, tita,
e. Nekalsificirani (1): shoo-minda-nye,
a2. Kpan-Icen (2): etkywan, kpan,
b. Yukuben-Kuteb (5): akum, beezen, kapya, kutep, yukuben;
bete.

##### Kainji jezici
(57) Nigerija: 
a. Istočni (30): 
a1. Amo (1): amo;
a2. Sjeverni Jos (27): 
a. Jera (13): duguza (tunzuii), gamo-ningi, gyem, iguta, izora, janji, jere, kudu-camo, lemoro, lere, sanga, shau, ziriya;
b. Jere (1): sheni,
c. Kauru (13): bina, dungu, gbiri-niragu, kaivi, kinuku, kono, kurama, mala, ruma, shuwa-zamani, surubu, tumi, vono,
Panawa[pwb] (novopriznat)
a3. Piti-Atsam (2): atsam, piti.
b. Zapadni: 
b1. Basa (4): basa, basa-gumna, basa-gurmana, bassa-kontagora;
b2. Baushi-Gurmana (2): bauchi, gurmana;
b3. Duka (4): c'lela, gwamhi-wuri, hun-saare, kag-fer-jiir-koor-ror-us-zuksun;
b4. Kainji Lake (2); laru, lopa;
b5. Kambari (6): baangi, cishingini, kakihum, tsikimba, tsishingini, tsuvadi;
b6. Kamuku (8): acipa (2 jezika: istočni i zapadni), cinda-regi-tiyal, fungwa, hungworo, pongu, rogo, shama-sambuga;
b7. Reshe (1); reshe.

##### Nupoid jezici
(11) Nigerija:  
a. Ebira-Gade (2): ebira, gade;
b. Nupe-Gbagyi (9): 
b1. Gbagyi-Gbari (2): gbagyi, gbari,
b2. Nupe (6): asu, gupa-abawa, kakanda, kami, kupa, nupe-nupe-tako.
dibo,

##### Oko jezici
(1) Nigerija: oko-eni-osayen.

##### Plateau jezici
(53) Nigerija:  
a. Alumu (1): alumu-tesu;
b. Ayu (1): ayu;
c. Berom (3): berom, eten, shall-zwall;
d. Centralni (11; prije 9): 
d1. Izeric (1): firan,
d2. Sjever-Central (1): cara,
d3. Jug-Central (6): irigwe, izere, jju (ili kaje), tyap; novopriznati: Cen, Ganang,
d4. Zapad-Central (3): ndun, nyeng, shakara,
e. Sjeverni (6): doka, idon, iku-gora-ankwa, ikulu, kadara, kuturmi;
f. Jugoistočni (3): horom, bo-rukul, fyam;
g. Južni (2): lijili, tanjijili;
h. Tarokoid (4): pe, sur,tarok, yangkam;
i. Zapadni (23; prije 16): ; 
i1. Sjeverozapadni (9):
a. Hyamic (5): cori, hyam, kagoma, shamang, zhire
b. Koro (4): ashe, begbere-ejar, idun, yeskwa,
i2. Jugozapadni (14):
a. A (11): bu, che, kamantan, kaningdon-nindem, kanufi, iako, ningye, ninzo, numana-nunku-gbantu-numbu, nungu, vaghat-ya-bijim-legeri,
b. B (3): ake, eggon, hasha,
toro.

##### Platoid
(1): Sambe

##### Ukaan jezici
(1) Nigerija: ukaan.

##### Neklasificirani
(2) Nigerija: fali of baissa, ija-zuba.

#### Dogon jezici
(14; prije 10) Mali: ana tinga dogon, bondum dom dogon, bunoge dogon, dogul dom dogon, donno so dogon, jamsay dogon, kolum so dogon, tebul ure dogon, tene kan dogon, tomo kan dogon, toro so dogon, toro tegu dogon, walo kumbe dogon, yanda dom dogon; Danas se vodi kao izoliran: bangeri me dogon (Bangi Me).

#### Kru jezici
(39):
a. Aizi (3) Obala Slonovače: aproumu aizi, mobumrin aizi, tiagbamrin aizi).
b. Istočni (11) Obala Slonovače: 
b1. Bakwe (2): bakwé, wané;
b2. Bete (5):  (3 jezika:  ; 
a. Istočni (2): gagnoa béte, kouya
b. zapadni (3): guiberoua béte, daloa béte, godié,
b3. Dida (3): dida (2 jezika: lakota, yocoboué), neyo;
b4. Kwadia (1): kodia.
c. Kuwaa (1) Liberija: kuwaa.
d. Seme (1) Burkina Faso: siamou.
e. zapadni (23) Liberija, Obala Slonovače: 
e1. Bassa (3): bassa, dewoin, gbi;
e2. Grebo (9): 
a. glio-oubi (1): glio-oubi
b. Liberijski: 5 jezika: sjeverni grebo, gboloo grebo, južni grebo, centralni grebo, barclayville grebo
c. Bjelokosni: 3 jezika: plapo krumen, pye krumen, tepo krumen
e3. Klao (2): klao, tajuasohn;
e4. Wee (9): 
a. Guere-Krahn (6): daho-doo, glaro-twabo, zapadni krahn, sapo, wè južni, wè zapadni.
b. Konobo (1): istočni krahn
c. Nyabwa (1): nyabwa,
d. Wobe (1): wè sjeverni,

#### Kwa jezici
(79; prije 80 s jezikom esuma):
a. Left Bank (30) Gana, Togo, benin: 
a1. Avatime-Nyangbo (3): avatime, nyangbo, tafi;
a2. Kebu-Animere (2): animere, akebu;
a3. Kposo-Ahlo-Bowili (4): adangbe, igo, ikposo, tuwuli;
a4. Gbe (21): aguna, éwé, ci gbe, gbesi gbe, istočni xwla gbe, kotafon gbe, saxwe gbe, waci gbe, xwela gbe, zapadni xwla gbe, kpessi, wudu.
a. Aja (6):aja, ayizo gbe, defi gbe, tofin gbe, weme gbe, gun,
b. Fon (2): fon, maxi gbe,
c. Mina (1): gen,
b. Nyo (50) Obala Slonovače, Gana, Togo: 
b1. Agneby (3): abé, abidji, adioukrou;
b2. Attie (1): attié;
b3. Avikam-Alladian (2): alladian, avikam;
b4. Ga-Dangme (2): damgme, ga;
b5. Potou-Tano (41):  
a. Basila-Adele (2): adele, anii,
b. Ega (1): ega,
c. Lelemi (4):
c1. Lelemi-Akpafu (2): lelemi, siwu,
c2. Likpe-Santrokofi (2): sekpele, selee,
d. Logba (1): logba,
e. Potou (2): ebrié, mbato,
f. Tano (31):
f1. Central (12):
a. Akan (4): abron, akan, tchumbuli, wasa
b. Bia (8):
b1. Sjeverni (5): anufo, anyin, anyin morofo, baoulé, sehwi,
b2. Južni (3): ahanta, jwira-pepesa, nzema,
f2. Guang (16):
a. Sjeverni Guang (12): chumburung, dompo, dwang, foodo, gikyode, ginyanga, gonja, kplang, krache, nawuri, nchumbulu, nkonya,
b. Južni Guang (4): awutu, cherepon, gua, larteh,
f3. Krobu (1): krobu,
f4. Zapadni (2): abure, beti,

#### Sjeverni voltaško-kongoanski jezici
(255; prije 254):
a. Adamawa-ubangijski jezici (158):
a1. Adamawa (88) Nigerija, Čad, Kamerun, Srednjoafrička Republika: 
a. Fali (2): sjeverni fali, južni fali
b. Gueve (1): gey,
c. Kam (1): kam,
d. Kwa (1): kwa,
e. La’bi (1): la'bi,
f. Leko-Nimbari (27):
f1. Duru (11):
a. Dii (3): dii, dugun, duupa,
b. Duli (1): duli,
c. Voko-Dowayo (7).
c1. Kutin (1): peere,
c2. Vere-Dowayo (5):
a. Dowayo (1): doyayo,
b. Vere-Gimme (4):
b1. Gimme (2): gimme, gimnime,
b2. Vere (2): koma, mom jango,
c3. Voko (1): longto,
f2. Leko (4): kolbila, nyong, samba leko, wom,
f3. Mumuye-Yandang (11):
a. Mumuye (7): gengle, kumba, mumuye, pangseng, rang, teme, waka,
b. Yandang (4): bali, kpasam, kugama, yendang,
f4. Nimbari (1): nimbari,
g. Mbum-Day (30):
g1. Bua (10): bolgo, bon gula, bua, fania, gula iro, koke, niellim, noy, tunia, zan gula.
g2. Day (1): day,
g3. Kim (3): besme, goundo, kim,
g4. Mbum (16):
a. Istočni Mbum (5):
a1. Karang (4): karang, kare, nzakambay, pana,
a2. Koh (1):kuo,
b. Sjeverni (6):
b1. Dama-Galke (3): dama, mono, ndai,
b2. Tupuri-Mambai (3): mambai, mundang, tupuri,
c. Južni (1): mbum,
d. Nekalsificirani (4):dek, laka, pam, to,
h. Waja-Jen (24):
h1. Jen (10): burak, dza, kyak, leelau, loo, mághdì, mak, mingang doso, moo, tha,
h2. Longuda (1): longuda,
h3. Waja (8):
a. Awak (2): awak, kamo,
b. Cham-Mona (2): dijim-bwilim, tso,
c. Dadiya (1): dadiya,
d. Tula (3): bangwinji, tula, waja,
h4. Yungur (5):
a. Libo (1): kaan,
b. Mboi (1): mboi,
c. Yungur-Roba (3): bena, lala-roba, voro,
i. neklasificirani (1): oblo,
a2. Ubangi (71; prije 70) Srednjoafrička Repiblika, Demokratska Republika Kongo, Sudan, Kamerun, Kongo: 
a. Banda (16):
a1. Centralni (11):
a. Central Core (10):
a1. Banda-Bambari (1): banda-bambari,
a2. Banda-Banda (1): banda-banda,
a3. Banda-Mbres (1): banda-mbrès,
a4. Banda-Ndele (1): banda-ndélé,
a5. Mid-Southern (5): središnji-južni banda, gobu, kpagua, mono, ngundu,
a6. Togbo-Vara (1): togbo-vara banda,
b. zapadni (1): banda-yangere,
a2. Južni centralni (2): južni centralni banda, langbashe,
a3. Južni (1): mbandja,
a4. Jugozapadni (1): ngbundu,
a5. zapadni Centralni (1):zapadni centralni banda
b. Gbaya-Manza-Ngbaka (15):
b1. Centralni (4): bokoto, gbanu, gbaya-bossangoa, gbaya-bozoum,
b2. Istok (6): ali, bofi, bonjo, manza, ngbaka, ngbaka manza,
b3. Sjeverozapad (1): sjeverozapadni gbaya,
b4. Jugozapad (3): bangandu, gbaya-mbodomo (novopriznat), jugozapadni gbaya
suma,
c. Ngbandi (6):dendi, gbayi, mbangi, južni ngbandi, sjeverni ngbandi, yakoma,
d. Sere-Ngbaka-Mba (28):
d1. Ngbaka-Mba (19):
a. Mba (4): dongo, ma, mba, ndunga,
b. Ngbaka (15):
b1. Istočni (3):
a. Mayogo-Bangba (2): bangba, mayogo,
b. Mundu (1): mündü,
b2. zapadni (12):
a. Baka-Gundi (5):baka, ganzi, gundi, limassa, ngombe,
b. Bwaka (2): gilima, ngbaka ma'bo,
c. Gbanzili (2): buraka, gbanziri,
d. Monzombo (3): kpala, monzombo, yango,
d2. Sere (9):
a. Feroge-Mangaya (2): feroge, mangayat,
b. Indri-Togoyo (2): indri, togoyo,
c. Sere-Bviri (5): 
c1. Bai-Viri (2): bai, belanda viri,
c2. Ndogo-Sere (3): ndogo, sere, tagbu,
e. Zande (6):
e1. Barambo-Pambia (2): barambu, pambia,
e2. Zande-Nzakara (4): geme, kpatili, nzakara, zande.
b. Gur jezici (96):
b1. Bariba (1) Benin: baatonum.
b2. Centralni (69) Togo, benin, Gana, Burkina Faso, Obala Slonovače, Mali: 
a. Sjeverni (38):
a1.  Bwamu (4): bomu, buamu, cwi bwamu, láá láá bwamu,
a2. Kurumfe (1): koromfé,
a3. Oti-Volta (33):
a. Buli-Koma (2): buli, konni,
b. Istočni (4): biali, ditammari, mbelime, waama,
c. Gurma (9): gourmanchéma, konkomba, miyobe, nateni, ngangam, 
c1. Moba (2): bimoba, moba,
c2. Ntcham (2): akaselem, ntcham,
d. Zapadni (16):
d1. Nootre (1): notre,
d2. Sjeverozapad (9): farefare, mòoré, safaliba, wali, 
a. Dagaari-Birifor (5): 
a1. Birifor (2): malba birifor, južni birifor
a2. Dagaari (3): dagaari dioula, južni dagaare, sjeverni dagara,
d3: Jugoistok (6): dagbani, hanga, kamara, kantosi, mampruli, 
a. kusaal,
e. Yom-Nawdm (2): nawdm, yom.
b. Južni (31):
b1. Dogoso-Khe (2): dogoso, khe,
b2. Dyan (1): dyan,
b3. Gan-Dogose (3): dogosé, kaansa, khisa,
b4. Grusi (23):
a1. Istočni (7): bago-kusuntu, chala, delo, kabiyé, lama, lukpa, tem,
a2. Sjeverni (6): kalamsé, kasem, lyélé, sjeverni nuni, južni nuni, pana,
a3. Zapadni (10): chakali, deg, paasaal, phuie, tumulung sisaala, zapadni sisaala, sissala, tampulma, vagla, winyé,
b5. Kirma-Tyurama (2): cerma, turka,
b3. Kulango (2) Obala Slonovače: kulango (dva jezika: bondoukou, bouna).
b4. Lobi (1) Burkina Faso: lobi
b5. Senufo (15) Obala Slonovače, Burkina Faso, Mali, Gana:
a. Karaboro (2): zapadni karaboro, istočni karaboro,
b. Kpalaga (1): palaka senoufo,
c. Nafaanra (1): nafaanra,
d. Senari (4): cebaara senoufo, nyarafolo senoufo, senara senoufo, syenara senoufo,
e. Suppire-Mamara (5): mamara senoufo, shempire senoufo, supyire senoufo, nanerigé senoufo, sìcìté senoufo.
f. Tagwana-Djimini (2): djimini senoufo, tagwana senoufo,
b6. Teen (2) Obala Slonovače: loma, téén.
b7. Tiefo (1) Burkina Faso: tiéfo.
b8. Tusia (2) Burkina Faso: tusia (sjeverni i južni).
b9. Viemo (1) Burkina Faso: viemo.
b10. Wara-Natioro (2) Burkina Faso: natioro, wara.

## BKordofanski
24
a. Heiban (10) Sudan: 
a1. istočni (2): ko, warnang.
a2. Zapad-Centralni (8):
a. Centralni (5):
a1. Ebang-Logol (4):
a. Ebang-Laru (2): heiban, laro,
b. Logol (1): logol,
c. Utoro (1): otoro,
a2. Rere (1): koalib,
b. Shirumba (1): shwai,
c. zapadni (2): moro, tira,
b. Katla (2) Sudan: katla, tima.
c. Rashad (3) Sudan: tagoi, tegali, tingal
d. Talodi (9) Sudan: 
d1. Talodi vlastiti (8):
a. Jomang (1): talodi,
b. Nding (1): nding,
c. Ngile-Dengebu (2): dagik, ngile,
d. Tocho (4): acheron, lumun, tocho, torona.
d2. Tegem (1): lafofa,

## CMande
(71):
a. Istočni (18):
a1. Istočni (9) Burkina Faso, Nigerija: 
a. Bissa (1): bissa,
b. Busa (5): boko, bokobaru, busa, kyenga, shanga.
c. Samo (3): južni samo, matya samo, maya samo
a2. Jugoistočni (9) Obala Slonovače, Nigerija: 
a. Guro-Tura (5):
a1. Guro-Yaoure (2):guro, yaouré.
a2. Tura-Dan-Mano (3):
a. Mano (1): mann,
b. Tura-Dan (2): dan, toura,
b. Nwa-Ben (4):
b1. Ben-Gban (2): beng, gagu,
b2. Wan-Mwan (2): mwan, wan,
b. Zapadni (53):
b1. Centralni-Jugozapadni (41) Obala Slonovače, Gvineja: Mali, Burkina Faso, Sijera Leone, Gana, Senegal:
a. Centralni (33):
a1. Manding-Jogo (31):
a. Jogo-Jeri (4):jeri kuo, 
a1. Jeri-Jalkuna (1): jalkunan,
a2. Jogo (2): ligbi, tonjon,
b. Manding-Vai (27):
b1. Manding-Mokole (25):
a. Manding (21): bolon, jahanka, sininkere, 
a1. Manding-Istok (13):
a. Marka-Dafin (1): marka,
b. Sjeveroistočni Manding (Bamana) (2): bamanankan, jula,
c. Jugoistočni Manding (10): konyanka maninka, sankaran maninka, istočni maninkakan, manya, 
c1. Maninka-Mori (6): koro, koyaga, mahou, šumski maninka, wojenaka, worodougou,
a2. Manding-zapad (5): kagoro, mandinka, zapadni maninkakan, kita maninkakan, xaasongaxango,
b. Mokole (4): kakabe, kuranko, lele, mixifore,
b2. Vai-Kono (2):kono, vai,
a2. Susu-Yalunka (2): susu, yalunka
b. Jugozapadni (8):
b1. Kpelle (3): kono, gvinejski kpelle, liberijski kpelle
b2. Mende-Loma (5):
a. Loma (2): loma, toma.
b. Mende-Bandi (3): 
b1. Bandi (1): bandi,
b2. Mende-Loko (2): loko, mende,
b2. Sjeverozapadni (12) Mali, Burkina Faso: 
a. Samogo (5): bankagooma, duungooma, dzùùngoo, jowulu, seeku
b. Soninke-Bobo (7): 
b1. Bobo (2): južni bobo madaré, sjeverni bobo madaré (konabéré)
b2. Soninke-Boso (5):
a. Boso (4): 
a1. Istočni (3): hainyaxo bozo, tièma cièwè bozo (tiemacèwè bozo), tiéyaxo bozo
a2. Jenaama (1): jenaama bozo,
b. Soninke (1): soninke.

## DNeklasificirani
(1) Obala Slonovače: mbre

## Vanjske poveznice
- Ethnologue (14th)
- Tree for Niger-Congo  Arhivirana inačica izvorne stranice od 22. listopada 2008. (Wayback Machine)